# Акане Торікаї
Акане Торікаї (яп. 鳥飼茜, Akane Torikai, нар. 1981, префектура Осака) — японська манґака.

## Біографія
Інтерес до манґи зародився ще у підлітковому віці зі знайомством з творчістю Кьоко Окадзакі. Деякий час Акане працювала помічницею Мінору Фуруя, а 2004 року розпочала кар'єру манґаки на сторінках спеціального випуску журналу Bessatsu Shôjo Friend. Протягом кількох років вона писала короткі оповідання, а у 2010 році почала публікувати свою першу серію — сьонен-манґу Ohayo Okaeri — як сценарист та ілюстратор на сторінках журналу Monthly Morning Two.
У 2013 році вона зробила «чудове повернення у світ дорослого» шьоджьо за романом «Onna no ie» (укр. «Будинок жінок»), попередньо опублікованим у журналі Be Love.
Водночас їй вдалося запустила нову серію, особливо помітну, у другому Morning two: Sensei no shiroi uso. У цій останній роботі вона зображує женоненависництво та сексуальне насильство у суспільстві, представляючи жінку, яка намагається відновити себе після зґвалтування, попри втрату впевненості у собі, сумнів у своїй жіночності, страх перед чоловіками тощо. Серія викликала ажіотаж, і за вісім томів було продано близько мільйона екземплярів.
Один із її серіалів, Jigoku no Girlfriend, був адаптований у драму на каналі Fuji Television.
Ще одна її робота, попередньо опублікована у 2017—2018 роках, доводить модель матріархату до крайності в антиутопії Mandarin jipushīkyatto no rōjō.

## Роботи
- Dramatic (ドラマチック, Doramachikku)
- Wakattenai no Watashi Dake (わかってないのはわたしだけ)
- Ohayô Okaeri (おはようおかえり)
- Onna no Ie (おんなのいえ)
- En proie au silence (先生の白い嘘, Sensei no shiroi uso)
- Jigoku no Girlfriend (地獄のガールフレンド, Jigoku no gārufurendo)
- Romance Bôfu Iki (ロマンス暴風域, Romansu bōfū-iki)
- Zenryaku, Zenshin no Kimi (前略、前進の君)
- Le siège des exilées (Mandarin jipushīkyatto no rōjō, マンダリン・ジプシーキャットの籠城)
- Manga Mitai na Koi Kudasai (漫画みたいな恋ください)
- Saturn Return (サターンリターン, Satānritān)